# Селіваново (Ленінградська область)
Селіваново (рос. Селиваново) — присілок Бокситогорського району Ленінградської області Росії. Входить до складу Самойловського сільського поселення.
Населення — 17 осіб (2003 рік). 